# Temessziget
Temessziget (szerbül Острово / Ostrovo) falu Szerbiában, Közép-Szerbia régióban, a Braničevo körzetben, Pozsarevác községben). 

## Fekvése
Pozsarevác és Pancsova között fekszik, Belgrádtól északkeletre, a Duna Osztrova-szigetén.

## Története
Korábbi magyar neve Osztrova. A török hódoltság alatt osztozott a Bánság sorsában, 1718-tól osztrák birtok, ekkor német telepesfalu, a Bécsből közvetlenül irányított Temesi Bánság, majd a szabadságharc után Szerb Vajdaság-Temesi Bánság, azon belül a pancsovai kerület része, ennek 1873-as feloszlatásával került vármegyei igazgatás alá, és lett Temes vármegye kevevári (kubini) járás települése. 
1910-ben  1340 lakosából 31 fő magyar, 17 fő német, 37 fő román, 2 fő horvát, 1300 fő szerb, 63 fő egyéb (legnagyobbrészt cseh, cigány) anyanyelvű volt. Ebből 35 fő római katolikus, 2 fő görögkatolikus, 9 fő református, 3 fő ág. hitv. evangélikus, 1399 fő görögkeleti ortodox vallású volt. A lakosok közül 628 fő tudott írni és olvasni, 64 lakos tudott magyarul.
A trianoni békeszerződés után a délszláv állam birtoka, Palilula községgel együtt egyedül nem került a későbbi Vajdaság közigazgatásába: míg Palilula Belgrád városrésze, Temessziget a Branićevo körzet, így Közép-Szerbia része lett.

## Külső hivatkozások
- A Pallas nagy lexikona szócikke
- Temes vármegye
- Dunai sziget születik – Jókai Mór leírása